# أمستردام- أوست
أمستردام- أوست هو حي بأمستردام، هولندا، تأسس في مايو 2010 بعد دمج الأقسام الإدارية السابقة: زيبورخ and أوست- فاترخرافسمير.